# (3691) Беда
(3691) Беда (лат. Maera) — небольшой околоземный астероид из группы Амура (II), который характеризуется крайне медленным периодом вращения — более 9 суток. Он был открыт 29 марта 1982 года чилийским астрономом L. E. González в обсерватории Cerro El Roble и назван в честь бенедиктинского монаха, написавшего первые труды по истории Англии, известного как Беда Достопочтенный.

Орбита астероида Беда и его положение в Солнечной системе
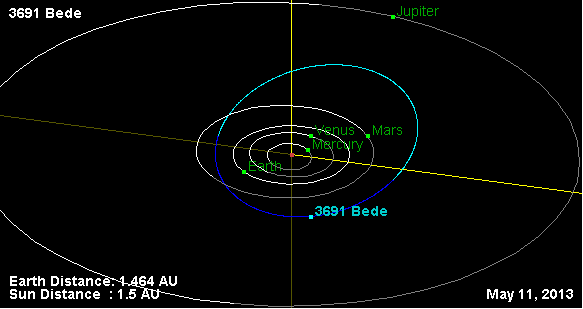
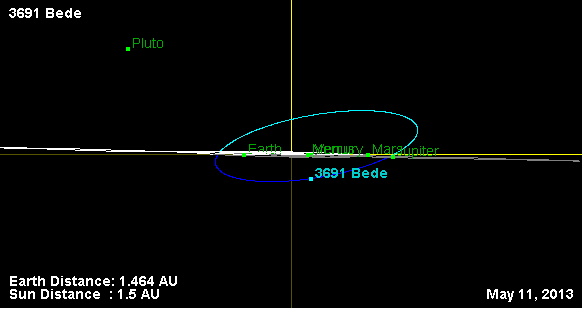
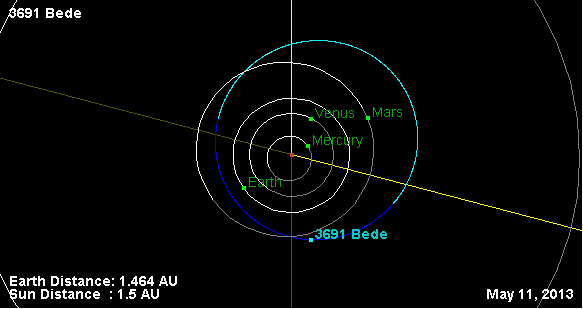